# Championnats de Belgique d'athlétisme 1988
Les Championnats de Belgique d'athlétisme 1988 toutes catégories ont eu lieu du 2 au 4 septembre 1988 à Bruxelles.

## Résultats
| Hommes                  | Prestation     | Catégorie       | Femmes             | Prestation    |
| ----------------------- | -------------- | --------------- | ------------------ | ------------- |
| Patrick Stevens         | 10 s 69        | 100 m           | Ingrid Verbruggen  | 11 s 51       |
| Jean-Pierre N'Dayisenga | 13 min 56 s 55 | 5 000 m         | -                  | -             |
| Jean-Pierre Paumen      | 28 min 53 s 88 | 10 000 m        | Marleen Renders    | 34 min 00 s 6 |
| William Van Dijck       | 8 min 27 s 19  | 3 000 m steeple | -                  | -             |
| Dimitri Maenhoudt       | 2,08 m         | Saut en hauteur | Natalja Jonckheere | 1,87 m        |

## Sources
- Ligue belge francophone d'athlétisme